# شهرداری اصفهان
شهرداری اصفهان سازمان همگانی غیردولتی است که با مدیریت شهردار اصفهان فعالیت می‌کند. شهردار اصفهان از طریق رأی‌گیری در شورای شهر اصفهان انتخاب و به وزارت کشور معرفی می‌شود و وزارت کشور با بررسی صلاحیت فرد منتخب شورا، حکم شهردار را صادر می‌کند. شهر اصفهان به ۱۵ منطقه تقسیم و برای هر منطقه یک شهردار منتصب شده است. شهردار کنونی شهر اصفهان، علی قاسم‌زاده است.ساختمان مرکزی شهرداری اصفهان در میدان امام حسین قرار دارد.
شورای اسلامی شهر اصفهان یک برنامه حراست و بازرسی سوت زنی ایجاد کرد.

## پیشینه

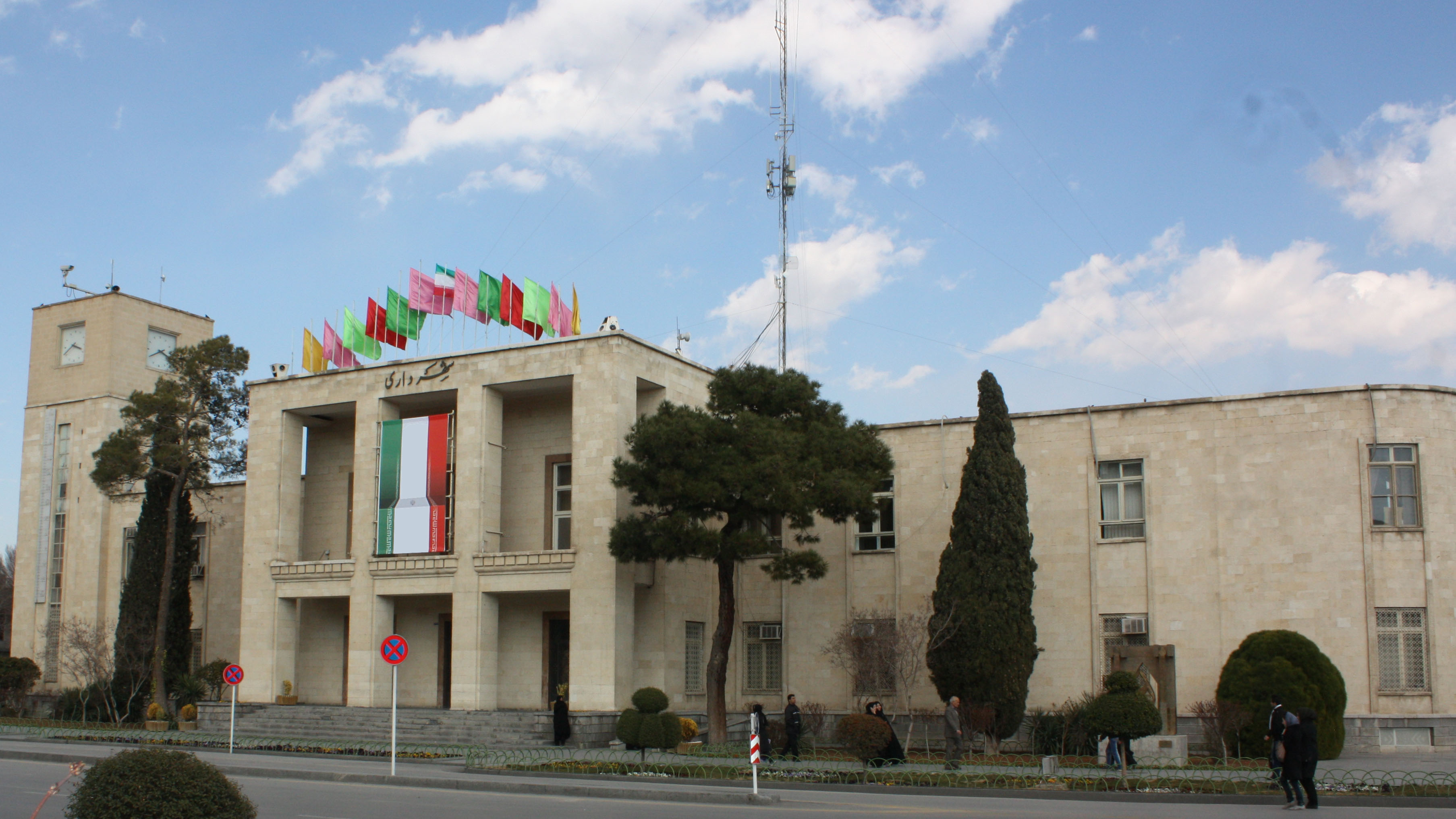
نمای ساختمان مرکزی شهرداری اصفهان در سال ۱۳۹۱

شهرداری اصفهان در سال ۱۲۸۶ هجری خورشیدی تأسیس گردید که در آن زمان «بلدیه» نامیده می‌شد. انجمن بلدیه، «حاجی محمدعلی خان» را به عنوان رئیس بلدیه؛ «میرزا مهدی خان» را به عنوان معاون و «میرزا ابوالحسن خان» را برای امور دفتری تعیین نمود. اما ریاست او یکی دو هفته بیشتر نپایید و چندی بعد «میرزا اسدالله وثیق الملک» رئیس بلدیه شد. اداره بلدیه اصفهان در آغاز ۲۵ نفر عضو داشت. در آغاز سال ۱۲۸۹ هجری خورشیدی، نبودِ درآمد کافی، آن چنان بلدیه را تحت فشار قرار داد که رئیس بلدیه کناره گرفت و انجمن بلدیه هم پس از چند جلسه تصمیم گرفت از آن به بعد حوزه فعالیت خود را کاهش دهد و تنها به امور ارزاق شهر رسیدگی کند.
با اصلاح قانون بلدیه در سال ۱۳۰۹ ه‍جری خورشیدی انتخاب شهردار به وزرات داخله واگذار گردید.
اصفهان تا سال ۱۳۰۶ هجری خورشیدی تنها دارای خیابان‌های چهارباغ، هزارجریب و چهارباغ عباسی و کوچه‌های عریض بود. از سال ۱۳۱۴ هجری خورشیدی و پس از واگذاری اختیارات جدید، شهرداری اصفهان بر آن شد که خیابان‌های جدید احداث کند و به این ترتیب خیابان‌های فروغی، مدرس، میدان جمهوری، خیابان بزرگمهر و سروش به وجود آمدند و سپس به تدریج محله‌های هاتف، حافظ، سپه و نشاط از حالت کوچه و محله خارج شدند و به شکل خیابان درآمدند.
در سال ۱۳۲۰ با اختصاص سهمیه نفت به شهرداری و افزایش درآمد، نسبت به آسفالت خیابان و هم‌چنین خرید ماشین حمل زباله اقدام شد.
کلید نمادین اداره شهر با الهام گرفتن از عناصری نظیر کنگره‌های چهلستون ساخته شده است.
دبیرخانه فرهنگی زاینده رود در سال ۱۴۰۰ راه اندازی شد.
برند شهری اصفهان برمحور شکوه طراحی شده است.
در سال ۱۴۰۲ شورای پدافند غیرعامل شهرداری اصفهان با هفت کارگروه شامل خدمات شهری، امنیت و حفاظت از زیرساخت‌های شهر، فرهنگی، آموزشی و اطلاع‌رسانی، فنی و عمرانی، حمل‌ونقل و ترافیک، برنامه‌ریزی و توسعه و ارتباطات و فناوری اطلاعات با ابلاغ شهردار تشکیل شد.

## وظیفه
اولین وظایف بلدیه تاریخی به درخواست انجمن ولایتی اصفهان ۱-نمرهٔ خانه‌ها (پلاک منزل) ۲-تعداد نفوس بلد (سرشماری) ۳-سنگ موازین (سنگ توزین) که مهر نمایند بود.
اولویت‌های شهرداری در سال ۱۴۰۰ جمع کردن کودکان کار، کارتن خواب‌ها، مناسب‌سازی مکان‌ها برای اشخاص کم‌توان و معلولین، به‌کارگیری بانوان در سطح مدیران میانی، پروژه‌های ایجاد خطِ دو مترو، مسیردوچرخه، سالن تئاتر، میدانگاه مشاهیر، پارک خانواده، موزه، ایجاد میزهای محلات، اقتصاد، فرهنگ و هوشمندسازی بود.

## برنامه توسعه اصفهان
این برنامه با الحاق مناطق شهری ۱۶ و ۱۷ صورت می‌گیرد، اهداف برنامه:
۱.تقسیم عادلانه بودجه شهرسازی و ایجاد اصفهان بزرگ
۲. کاهش تبعیض و محرومیت زدایی
این برنامه برای سپاهان‌شهر وقهجاورستان و خوراسگان انجام شد و برای شهر ابریشم، خمینی‌شهر و درچه در حال انجام است.
بر اساس این طرح الحاق سه شهرستان فلاورجان و خمینی‌شهر و شاهین‌شهر به شهرداری مرکزی اصفهان صورت می‌گیرد، این برنامه با عنوان چشم‌انداز اصفهان بزرگ در حال انجام است و شوراهای شهرهای ابریشم، فلاورجان، درچه، خمینی‌شهر و شاهین‌شهر پیگیر جدی موضوع هستند.
نماینده مردم خمینی‌شهر درمجلس تصریح کرد: همهٔ زیرساخت‌ها در این راستا درحال آماده‌سازی است قطار شهری و مترو از جمله این زیرساخت‌ها هستند که اصفهان را از طریق راه‌های ارتباطی به این شهرستان‌ها متصل می‌کند.

## مدیریت شهری
شهر اصفهان از ١۵ منطقه تشکیل شده است. شهرداری اصفهان به منظور تسریع و بهبود مدیریت شهری برای هر یک از مناطق ١۵ یک شهرداری منصوب می‌کند.
| |                    |                      |           |              |        |             |
| \| نام \| مساحت قانونی منطقه \| کل مساحت حوزه خدماتی \| جمعیت \| تراکم جمعیت \| مختصات \| مذیر/شهردار \| \| ------------- \| ------------------ \| -------------------- \| --------- \| ------------ \| ------ \| ----------- \| \| ۱ \| 8.10 km2 \| 8.10 km2 \| ۷۹٬۰۹۱ \| 9,764.3/km2 \| \| \| \| ۲ \| 10.31 km2 \| 21.45 km2 \| ۶۹٬۱۲۰ \| 3,222.4/km2 \| \| \| \| ۳ \| 11.52 km2 \| 11.52 km2 \| ۱۱۰٬۳۶۸ \| 9,580.5/km2 \| \| \| \| ۴ \| 11.35 km2 \| 75.02 km2 \| ۱۳۳٬۷۳۱ \| 1,782.6/km2 \| \| \| \| ۵ \| 17.02 km2 \| 60.02 km2 \| ۱۵۰٬۸۶۵ \| 2,513.6/km2 \| \| \| \| ۶ \| 12.55 km2 \| 67.07 km2 \| ۱۱۲٬۱۲۹ \| 1,671.2/km2 \| \| \| \| ۷ \| 13.57 km2 \| 28.57 km2 \| ۱۶۸٬۷۳۲ \| 5,905.6/km2 \| \| \| \| ۸ \| 20.39 km2 \| 20.39 km2 \| ۲۳۹٬۷۵۶ \| 11,758.5/km2 \| \| \| \| ۹ \| 10.54 km2 \| 20.25 km2 \| ۷۵٬۱۶۸ \| 3,712.0/km2 \| \| \| \| ۱۰ \| 16.27 km2 \| 21.46 km2 \| ۲۰۷٬۸۰۳ \| 9,683.3/km2 \| \| \| \| ۱۱ \| 7.80 km2 \| 10.97 km2 \| ۵۸٬۸۴۱ \| 5,363.8/km2 \| \| \| \| ۱۲ \| 14.78 km2 \| 82.23 km2 \| ۱۳۶٬۳۷۶ \| 1,658.5/km2 \| \| \| \| ۱۳ \| 20.10 km2 \| 35.24 km2 \| ۱۳۲٬۴۶۹ \| 3,759.1/km2 \| \| \| \| ۱۴ \| 9.40 km2 \| 19.38 km2 \| ۱۶۴٬۸۵۰ \| 8,506.2/km2 \| \| \| \| خوراسگان (۱۵) \| 16.64 km2 \| 69.05 km2 \| ۱۲۱٬۹۶۱ \| 1,766.3/km2 \| \| \| \| کل \| 200.34 km2 \| 550.72 km2 \| ۱٬۹۶۱٬۲۶۰ \| 3,581.4/km2 \| \| \| |                    |                      |           |              |        |             |
| نام | مساحت قانونی منطقه | کل مساحت حوزه خدماتی | جمعیت     | تراکم جمعیت  | مختصات | مذیر/شهردار |
| ۱ | 8.10 km2           | 8.10 km2             | ۷۹٬۰۹۱    | 9,764.3/km2  |        |             |
| ۲ | 10.31 km2          | 21.45 km2            | ۶۹٬۱۲۰    | 3,222.4/km2  |        |             |
| ۳ | 11.52 km2          | 11.52 km2            | ۱۱۰٬۳۶۸   | 9,580.5/km2  |        |             |
| ۴ | 11.35 km2          | 75.02 km2            | ۱۳۳٬۷۳۱   | 1,782.6/km2  |        |             |
| ۵ | 17.02 km2          | 60.02 km2            | ۱۵۰٬۸۶۵   | 2,513.6/km2  |        |             |
| ۶ | 12.55 km2          | 67.07 km2            | ۱۱۲٬۱۲۹   | 1,671.2/km2  |        |             |
| ۷ | 13.57 km2          | 28.57 km2            | ۱۶۸٬۷۳۲   | 5,905.6/km2  |        |             |
| ۸ | 20.39 km2          | 20.39 km2            | ۲۳۹٬۷۵۶   | 11,758.5/km2 |        |             |
| ۹ | 10.54 km2          | 20.25 km2            | ۷۵٬۱۶۸    | 3,712.0/km2  |        |             |
| ۱۰ | 16.27 km2          | 21.46 km2            | ۲۰۷٬۸۰۳   | 9,683.3/km2  |        |             |
| ۱۱ | 7.80 km2           | 10.97 km2            | ۵۸٬۸۴۱    | 5,363.8/km2  |        |             |
| ۱۲ | 14.78 km2          | 82.23 km2            | ۱۳۶٬۳۷۶   | 1,658.5/km2  |        |             |
| ۱۳ | 20.10 km2          | 35.24 km2            | ۱۳۲٬۴۶۹   | 3,759.1/km2  |        |             |
| ۱۴ | 9.40 km2           | 19.38 km2            | ۱۶۴٬۸۵۰   | 8,506.2/km2  |        |             |
| خوراسگان (۱۵) | 16.64 km2          | 69.05 km2            | ۱۲۱٬۹۶۱   | 1,766.3/km2  |        |             |
| کل | 200.34 km2         | 550.72 km2           | ۱٬۹۶۱٬۲۶۰ | 3,581.4/km2  |        |             |

| منطقه | کد رنگ برای رنگ آمیزی سازمانی |
| ----- | ----------------------------- |
| ۱     | #275d9a                       |
| ۲     | #fbdc70                       |
| ۳     | #d33435                       |
| ۴     | #a71dc0                       |
| ۵     | #ba6824                       |
| ۶     | #1cd0f7                       |
| ۷     | #dc2767                       |
| ۸     | #27dc27                       |
| ۹     | #dc9627                       |
| ۱۰    | #4927dc                       |
| ۱۱    | #f9c014                       |
| ۱۲    | #14c0f9                       |
| ۱۳    | #5d941d                       |
| ۱۴    | #9eb6af                       |
| ۱۵    | #4926fa                       |

### برنامه اصفهان کارت

اصفهان کارت

شهرداری از سال ۱۳۹۱ کیف پول الکترونیک شهروندی را راه انداخت که پارکینگ‌ها، فروشگاه‌های کوثر، ارزانسراها، کتابخانه‌ها، کلینیک‌های دندانپزشکی، آژانس‌های مسافرتی، رستوران‌ها و غذاخوری‌ها، فروشگاه‌های ورزشی، فروشگاه‌های لوازم پزشکی، مجموعه‌های ورزشی و … قبول می‌کند.

### اصرو
سامانه حمل‌ونقل عمومی هوشمند، سیستم مدیریت خودکار ناوگان اتوبوسرانی را شهریور ۱۴۰۱ راه انداخته شد.

#### الکترونیک
سال ۱۴۰۱ سایت صدور پروانه ساخت راه انداخت.

صدور پروانه ساخت شهرداری اصفهان

وبسایت نرم‌افزار  رصدخانه آماری شهری سال ۱۴۰۰ راه انداخته شد.
برنامه جامع ۵ ساله: به‌طور پایلوت برنامه پنج‌ساله ۱۴۰۰ تا ۱۴۰۵ تدوین و نوشته شده است.
اصفهان اولین شهر ایرانی است که مکان‌ها پلاک کیوآرکد QR نصب شده دارد. (در حال حاضر فقط منطقه‌های ۱٬۴٬۵٬۷٬۸٬۱۰٬۱۲و۱۴ دارای پلاک هوشمند هستند)

##### اداره کل ارتباطات و امور بین‌الملل شهرداری
این اداره کنترل قراردادهای خواهرخواندگی بین شهرها و تنظیم روابط میان شهرداری و رسانه‌ها را انجام می دهد. شهرداری اصفهان، روزنامه اصفهان زیبا و خبرگزاری ایمنا را نیز تحت پوشش خود دارد. روزنامه اصفهان زیبا در رتبه بندی وزارت ارشاد در سال 1402 به عنوان برترین روزنامه استانی در ایران شناخته شد.ایمنا نیز به عنوان اولین خبرگزاری کشوری دارای ۱۲ بخش و سرویس است. 
تیر ۱۳۹۹ از سوی امام جمعه به روزنامه اصفهان زیبا به دلیل نمایش عکس دوچرخه سواری یک زن انتقاد شد.

## ماجراها و مجادلات
به دلیل صرف بودجه گزاف برای تبلیغ‌ها به شهرداری از شورای شهر انتقاد شده است.
۱۳۹۷ علی معینی، مدیرعامل شرکت توسعه گردشگری سپاهان شهرداری به دلیل برگزاری رویداد تفریحی بدون تفکیک جنسیتی پارک کوه صفه به زندان افتاد.
سال ۱۴۰۲ به شهرداری به دلیل بنرهای شهری با مضمون ضدرسانه انتقاد شد ودادگستری استان آنها را جمع کرد.

## ساختار سازمانی
|                                 |                                 |                                 |                                 |                                 |                                 |  |  | ستاد                                    |                                         |                                         |                                         |                                         |                                         |  |  |                                 |                                 |                                 |                                 |                                 |                                 |
|                                 |                                 |                                 |                                 |                                 |                                 |  |  |                                         |                                         |                                         |                                         |                                         |                                         |  |  |                                 |                                 |                                 |                                 |                                 |                                 |
|                                 |                                 |                                 |                                 |                                 |                                 |  |  |                                         |                                         |                                         |                                         |                                         |                                         |  |  |                                 |                                 |                                 |                                 |                                 |                                 |
| اداره کل امور حقوقی و قراردادها | اداره کل امور حقوقی و قراردادها | اداره کل امور حقوقی و قراردادها | اداره کل امور حقوقی و قراردادها | اداره کل امور حقوقی و قراردادها | اداره کل امور حقوقی و قراردادها |  |  | اداره کل حوزه شهردار و شورای اسلامی شهر | اداره کل حوزه شهردار و شورای اسلامی شهر | اداره کل حوزه شهردار و شورای اسلامی شهر | اداره کل حوزه شهردار و شورای اسلامی شهر | اداره کل حوزه شهردار و شورای اسلامی شهر | اداره کل حوزه شهردار و شورای اسلامی شهر |  |  | ,اداره کل بازرسی اداره کل حراست | ,اداره کل بازرسی اداره کل حراست | ,اداره کل بازرسی اداره کل حراست | ,اداره کل بازرسی اداره کل حراست | ,اداره کل بازرسی اداره کل حراست | ,اداره کل بازرسی اداره کل حراست |
| اداره کل امور حقوقی و قراردادها | اداره کل امور حقوقی و قراردادها | اداره کل امور حقوقی و قراردادها | اداره کل امور حقوقی و قراردادها | اداره کل امور حقوقی و قراردادها | اداره کل امور حقوقی و قراردادها |  |  | اداره کل حوزه شهردار و شورای اسلامی شهر | اداره کل حوزه شهردار و شورای اسلامی شهر | اداره کل حوزه شهردار و شورای اسلامی شهر | اداره کل حوزه شهردار و شورای اسلامی شهر | اداره کل حوزه شهردار و شورای اسلامی شهر | اداره کل حوزه شهردار و شورای اسلامی شهر |  |  | ,اداره کل بازرسی اداره کل حراست | ,اداره کل بازرسی اداره کل حراست | ,اداره کل بازرسی اداره کل حراست | ,اداره کل بازرسی اداره کل حراست | ,اداره کل بازرسی اداره کل حراست | ,اداره کل بازرسی اداره کل حراست |

- معاونت مالی اقتصادی
- معاونت برنامه‌ریزی آمارو بودجه و توسعه سرمایه انسانی
- معاونت حمل و نقل و ترافیک: تاکسیرانی،[۳۸] پایانه‌ها،[۳۹] اتوبوسرانی،[۴۰] قطار شهری[۴۱] سازمان حمل و نقل و بار[۴۲][۴۳]
- معاونت خدمات شهری:
  - مدیر بهینه‌سازی تأسیسات[۴۴][۴۵][۴۶]
- معاونت شهرسازی و معماری[۴۷]
- معاونت فنی عمران شهری
- معاونت فرهنگی اجتماعی ورزشی
  - اداره گردشگری
  - اداره توسعه فرهنگ شهروندی[۴۸] دبیرخانه فرهنگی زاینده رود
  - اداره توسعه فرهنگ سلامت
  - اداره مشارکت‌های فرهنگی اجتماعی
  - اداره امور اجتماعی
  - اداره رویدادهای فرهنگی
- شهرداری‌های مناطق ۱۵ گانه
- اداره رفاه
- خزانه واحد متمرکز[۴۹]
- انبار مرکزی
- اداره کل ارتباطات و امور بین‌الملل[۵۰]

| سهم بودجه میلیارد تومان                     | درصد بودجه | حوزه مصرف منابع   |
| ------------------------------------------- | ---------- | ----------------- |
| ۴٬۷۱۳                                       | ۴۰٪        | ترافیک            |
| ۲٬۲۷۳                                       | ۱۹٪        | خدمات شهری        |
| ۱٬۵۷۴                                       | ۱۳٪        | حوزه مالی اقتصادی |
| ۱٬۴۱۱                                       | ۱۲٪        | برنامه‌ریزی        |
| ۸۶۱                                         | ۷٪         | فرهنگ             |
| ۴۶۷                                         | ۴٪         | شهرسازی           |
| ۲۸۰                                         | ۲٪         | عمران             |
| ۱۰۶                                         | ۱٪         | شهردار            |
| زیرجمع کل مصارف ۱۱ هزار و ۶۷۵ میلیارد تومان | ۱۰۰٪       | -                 |
| منبع                                        | -          | -                 |

### دپارتمان‌ها و سازمان‌ها
- آتش‌نشانی و خدمات ایمنی[۵۳]
- آرامستان‌ها[۵۴]
- پارک‌ها و فضای سبز[۵۵]
- خدمات موتوری[۵۶]
- عمران[۵۷]

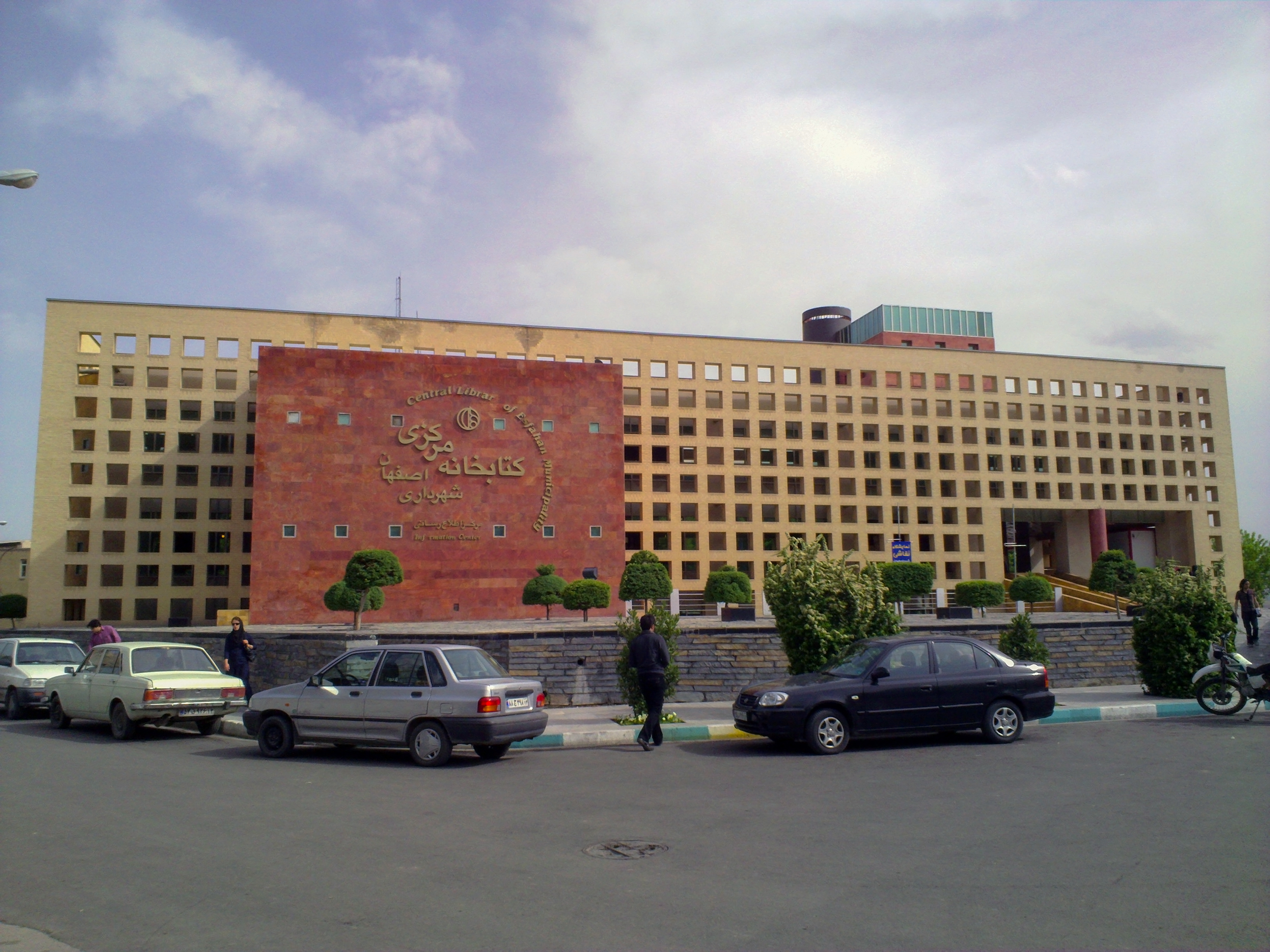
کتابخانه مرکزی شهرداری اصفهان (۱۳۹۶)

- ساماندهی مشاغل شهری و فراورده‌های کشاورزی[۵۸]
- نوسازی و بهسازی[۵۹]
- مدیریت پسماند[۶۰]
- فرهنگی اجتماعی ورزشی[۶۱]
- فناوری اطلاعات و ارتباطات[۶۲]
- زیباسازی[۶۳]
- سرمایه‌گذاری و مشارکت ها[۶۴]
- اداره شهروندی[۶۵]
- *اداره کل طراحی شهرداری اصفهان وبخش‌های سازمان طراحی و مهندسی:معماری شهری، ترافیک، فنی و عمرانی، تأسیسات برقی و مکانیکی[۶۶]

### شهرسازی
سال ۱۳۹۵ اصفهان رتبه اول کشور را در تعداد پروانه‌های ساختمانی صادر شده، به خود اختصاص داد.در بودجه ۱۴۰۰ منطقه ۶ بزرگ‌ترین سرانه بودجه عمرانی را داشت.

### نوسازی
شهرداری پروژه شهرسازی الکترونیک اصنو را پیاده می‌کند، قرار است به خزانه داری شهر و سیستم جامع درآمد لینک کند.

### اداره پارک‌ها
آذر ۱۴۰۰ سازمان پارکها از سیستم اطلاعات جغرافیایی جی آی اس استفاده می‌کرد.

### سازمان ساماندهی مشاغل شهری و فرآورده‌های کشاورزی شهرداری اصفهان
بهمن ۱۳۵۸ سازمان میادین میوه و تره بار و ساماندهی مشاغل شهری تأسیس شد سازمان در سال ۱۳۷۰ تصویب وزارت کشور شد سال ۹۷ سازمان ساماندهی مشاغل شهری و فرآورده‌های کشاورزی شهرداری اصفهان تأسیس شد، مسئول گرداندن فروشگاه‌های زنجیره ای کوثر (بازارهای روز شهر) است.
سازمان ساماندهی مشاغل شهری و فرآورده‌های کشاورزی شهرداری اصفهان با سازمان زیباسازی اصفهان کار می‌کند. این سازمان مسئول برنامه دادن به کارگاه‌های داخل شهر، محیط‌های کسب و کار و بازارچه‌ها، دستفروشان، و واحدهای صنفی مغازه‌ها و معابر اصفهان است. طرح جامع ساماندهی مشاغل شهری اصفهان قرار است توسط این سازمان مطالعه و پیاده شود.

###### مجتمع‌ها وپروژه‌ها
این سازمان تعرفه‌های خدمات غرفه‌های بازارهای شهر را مشخص می‌کند و همین‌طور به تنظیم بازار هم کمک می‌کند.
- بازارهای فروشگاه زنجیره ای کوثر -
  - درآینده فروشگاه‌های کوثر در جمهوری داغستان راه‌اندازی می‌شود[۸۶]
- بازار گیاهان دارویی
- بازار گل وگیاه[۸۷] -[۸۸] جشنواره سراسری هم برای گل وگیاه تزئینی دارد.[۸۹]
- میدان مرکزی میوه و تره بار اصفهان
- پروژه احداث سه بلوکشهرک زاینده رود X-Y-Z ذیل هدف کلان اصفهان ۱۴۰۰
- شهرک صنعتی امیرکبیر - منطقه ۱۲ اصفهان

پروژه منطقه شرق پینارت اصفهان
بازار بعثت
- مجتمع صنفی پرندگان ذبحی[۹۴]
- بازار تخصصی دوچرخه و موتورسیکلت[۹۵]
- مجتمع صنفی عمده فروشان خواروبار، خشکبار و موادغذایی اصفهان[۹۶]
- "بازار تخصصی پروتئین و میوه"، "شهرک مصنوعات چوبی و مبل" و "شهرک نمایشگاهی خودروهای سبک[۹۷]
- شهرک طلا
- بازار ابزار و یراق‌آلات کهندژ[۹۸]

### مدیریت پسماند
این سازمان سال ۱۳۹۳ روزانه ۱۰۰۰ تن جمع‌آوری می‌کرد.

##### مدیریت حمل ونقل باروکالای درون‌شهری وحومه
سال ۱۳۷۵ تأسیس شد مجوز تردد وسیله نقلیه باربر صادر را میکندو برای ارکینگ، ها بازدید و کارشناسی را انجام می‌دهد.
اولین شهر است که برنامه لزطرح اجرای محدوده زمانی مکانی LEZ را هم اجرا کرده است.

#### توریسم
شهرداری گذر گردشگری و غذایی ساخته است.